# Nanae
Nanae (七飯町, Nanae-chō) est un bourg du district de Kameda, situé dans la sous-préfecture d'Oshima, sur l'île de Hokkaidō, au Japon.

## Géographie

### Situation
Nanae se trouve dans le sud de la péninsule d'Oshima.

### Municipalités limitrophes
| Mori   | Mori     | Shikabe  |
| Hokuto | Nanae    | Shikabe  |
| Hokuto | Hakodate | Hakodate |

### Démographie
Au 31 mars 2015, la population de Nanae s'élevait à 28 640 habitants répartis sur une superficie de 216,75 km2. En août 2024, elle était de 27 230 habitants.

### Topographie
Le volcan Hokkaido Koma-ga-take se trouve au nord du bourg.

## Histoire
Le village de Nanae a été créé en 1897. Il obtient le statut de bourg en 1957.

## Transports
Nanae est desservie par la ligne principale Hakodate de la JR Hokkaido.

## Jumelage
- Concord (Massachusetts) (États-Unis)